# Jonah Falcon
Jonah Adam Julio Cardeli Falcon (ur. 29 lipca 1970 w Nowym Jorku) – amerykański aktor, prezenter talk show i scenarzysta, który zwrócił na siebie uwagę w 1999 wyznaniem, że długość jego penisa podczas erekcji mierzy 13,5 cala (34,29 cm) (od nasady do czubka żołędzi 10,5 cala, czyli 27 cm).
Scenarzysta Wyznania chłopaka z końskim przyrodzeniem. Wystąpił w kilku filmach i serialach telewizyjnych, grając w nich drugoplanowe role. Mimo licznych ofert nigdy nie wziął udziału w filmie pornograficznym.

## Życiorys

### Wczesne lata
Urodził się w Greenpoint Hospital w Brooklynie w Nowym Jorku jako syn Cecilii Cardeli, księgowej kancelarii, i Joe Falcona, marynarza, który zmarł dwa lata po narodzinach Falcona. Czasami twierdził, że jego biologicznym ojcem był gwiazdor porno John Holmes, który był znany z wielkości jego penisa, i że posiada dokumentację potwierdzającą jego słowa, ale członkowie rodziny oddalili to twierdzenie i nie przedstawił żadnych dowodów.
W wieku 12 lat uczęszczał do szkoły we wschodnim Harlemie. W 1988 ukończył szkołę średnią Bronx High School of Science w nowojorskim Bronksie.

### Kariera
W 1999 w filmie dokumentalnym Thoma Powersa i Meemy Spadoli Private Dicks: Men Exposed wyznał publicznie, że długość jego penisa podczas erekcji mierzy 13,5 cala, tj. 34,29 cm, czym zapewnił sobie międzynarodowy rozgłos prasy. Ujawnił także, że gdy miał 10 lat, jego penis osiągnął 20 cm długości, dzięki temu już wtedy był w stanie wykonać autofellatio. Ponadto wyjawił, że w tym okresie starszy sąsiad opowiedział o nim 18-letniej dziewczynie i zorganizował swoje pierwsze seksualne doświadczenie z inną osobą. Od tej pory miał ponad 1200 partnerów i partnerek seksualnych.
Chociaż miał wiele propozycji zagrania w filmach porno, nie przyjął ofert. Jest autorem scenariusza z elementami autobiograficznymi Wyznania chłopaka z końskim przyrodzeniem.  Pojawił się także w produkcjach telewizyjnych, w tym w operze mydlanej Melrose Place (1998) z Heather Locklear jako kelner, a także wystąpił na kinowym ekranie m.in. w roli pacjenta umysłowo chorego w oscarowym filmie Piękny umysł (A Beautiful Mind, 2001) u boku Russella Crowe.

## Filmografia

### Filmy fabularne
- 1995: Miłosierdzie (Mercy) jako obrzydzający picie
- 1996: Eddie jako Fan Knicks
- 1997: A, B, C... Manhattan jako muzyk
- 2001: Piękny umysł (A Beautiful Mind) jako umysłowo chory pacjent
- 2002: Dochodzenie (City by the Sea) jako pracownik szybkiej żywności
- 2006: Całe szczęście (Just My Luck) jako starszy świadek na ślubie
- 2006: Dobry agent (The Good Shepherd) jako kelner
- 2007: Pamiętnik niani (The Nanny Diaries) jako Bywalec barów
- 2007: Across the Universe jako protestujący
- 2012: Człowiek na krawędzi (Man on a Ledge) jako Jefe

### Seriale TV
- 1998: Melrose Place jako kelner
- 1999: Prawo i porządek: sekcja specjalna (Law & Order: Special Victims Unit) jako juror
- 2000–2001: Nie ma sprawy (Ed) jako Barfly
- 2003: Prawo i porządek (Law & Order) jako Juror #2
- 2006: Rodzina Soprano jako Dave

### Filmy dokumentalne
- 1999: Private Dicks: Men Exposed